# Glatigny (Oise)
Glatigny é uma comuna francesa na região administrativa de Altos da França, no departamento de Oise. Estende-se por uma área de 3,63 km². Em 2010 a comuna tinha 226 habitantes (densidade: 62,3 hab./km²).